# Raúl Guerrón
Raúl Fernando Guerrón Méndez (Ambuquí, Imbabura, Ecuador, 12 de octubre de 1976) es un exfutbolista ecuatoriano. Jugaba de defensa y pasó gran parte de su carrera deportiva en la Sociedad Deportivo Quito de la Serie A de Ecuador. Es hermano de los también futbolistas Joffre Guerrón, y Hugo Guerrón. Y actualmente se dedica a cortar cabello en la ciudad de Quito.[cita requerida]

## Selección nacional
Fue internacional con la Selección de fútbol de Ecuador jugando 34 partidos donde nunca marcó gol.

### Participaciones enCopas del Mundo
| Mundial                       | Sede                  | Resultado      | PJ | GA | Asis |
| ----------------------------- | --------------------- | -------------- | -- | -- | ---- |
| Mundial de Corea y Japón 2002 | Corea del Sur y Japón | Fase de grupos | 3  | 0  | 0    |

### Participaciones enCopas América
| Torneo            | Sede     | Resultado      | PJ | GA | Asis |
| ----------------- | -------- | -------------- | -- | -- | ---- |
| Copa América 2001 | Colombia | Fase de grupos | 2  | 0  | 0    |

### Participaciones enCopas Oro
| Torneo        | Sede           | Resultado      | PJ | GA | Asis |
| ------------- | -------------- | -------------- | -- | -- | ---- |
| Copa Oro 2002 | Estados Unidos | Fase de grupos | 1  | 0  | 0    |

### Participaciones enEliminatorias al Mundial
| Eliminatoria                                | Sede del Mundial       | Posición               | Resultado   | PJ | GA | Asis |
| ------------------------------------------- | ---------------------- | ---------------------- | ----------- | -- | -- | ---- |
| Eliminatorias Mundial de Corea y Japón 2002 | Corea del Sur y Japón  | 2°lugar 31pts          | Clasificado | 8  | 0  | 0    |
| Eliminatorias Mundial de Alemania 2006      | Alemania               | 3°lugar 28pts          | Clasificado | 2  | 0  | 0    |
| Total en Eliminatorias                      | Total en Eliminatorias | Total en Eliminatorias | 2/2         | 10 | 0  | 0    |

## Clubes
| Club                 | País    | Año       |
| -------------------- | ------- | --------- |
| Deportivo Quito      | Ecuador | 1993-1997 |
| Universidad Católica | Ecuador | 1998      |
| Deportivo Quito      | Ecuador | 1999-2004 |
| Barcelona SC         | Ecuador | 2005      |
| Universidad Católica | Ecuador | 2006-2008 |